# Fundamenta Krestomatio
 (février 2022).
Si vous disposez d'ouvrages ou d'articles de référence ou si vous connaissez des sites web de qualité traitant du thème abordé ici, merci de compléter l'article en donnant les références utiles à sa vérifiabilité et en les liant à la section « Notes et références ».
Le Fundamenta Krestomatio (« Chrestomathie fondamentale ») de l'espéranto a été édité pour la première fois en 1903 par Louis-Lazare Zamenhof. Il rassemble une collection d'écrits divers de la première époque, dans des styles variés, en littérature originale ou traduite.

## Contenu
- les exercices de la Plena Gramatiko ;
- des fables et légendes, parmi lesquelles La Petite Sirène ;
- diverses anecdotes et histoires drôles, extraites souvent de la revue La Esperantisto ;
- des nouvelles, dont une concernant Christophe Colomb ;
- diverses informations à contenu scientifique ou relatif à la vie quotidienne ;
- des articles sur l’espéranto ;
- de nombreux poèmes, dont La Espero, devenu l’hymne de l'espéranto, et des passages de Hamlet et l’Iliade. On trouve déjà en 1903 des poèmes d’auteurs reconnus aujourd’hui comme des pionniers de l’espéranto, tel Antoni Grabowski.